# Retrato de un hombre (de' Barbari)
El Retrato de un hombre o Retrato de un caballero alemán  colocado en el anverso de un panel que alberga en el reverso Pareja desnuda en un interior o Una habitación con amantes, es una pintura al óleo sobre tabla de Jacopo de'Barbari. La tabla se conserva en el museo de arte Gemäldegalerie de Berlín desde 1908. 

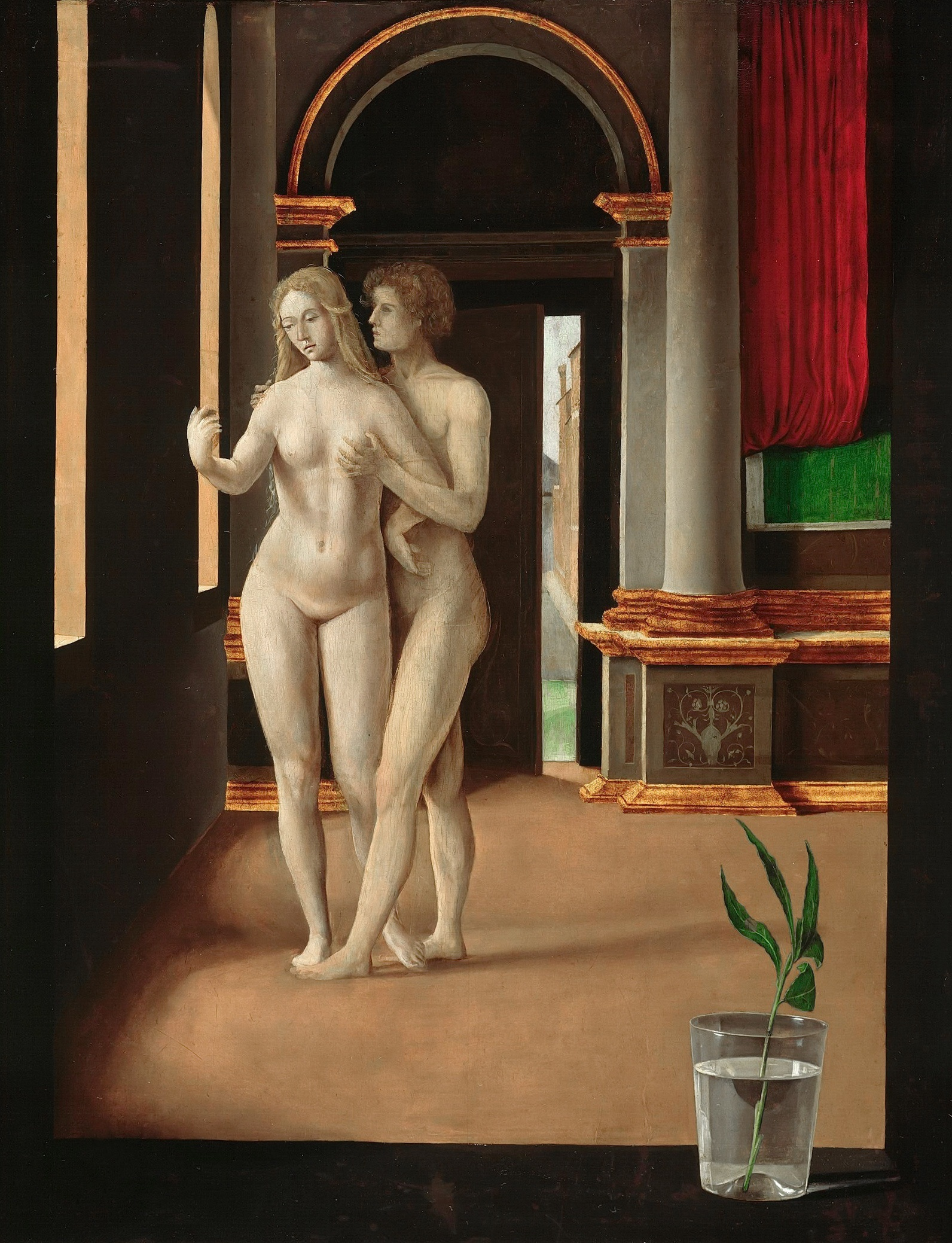
Jacopo de' Barbari, Una habitación con amantes.

## Historia
El panel apareció por primera vez en 1863 en el catálogo de Pourtales Gorgier y se vendió en una subasta en 1865. En los primeros años del siglo XX pasó a la colección parisina de Mame de Tours y luego en 1907 se trasladó a Rudolèhe Kann, llegando a principios de 1908 a la galería de arte del museo de Berlín. El estilo y las referencias estilísticas siempre han hecho problemática la asignación de la obra al artista muranés, siendo asignada también a Andrea Mantegna y Bartolomeo Veneto. 
La atribución a de'Barbari se remonta a 1918 por parte del francés Salomón Reinach quien empezó a darle una primera fecha, situando su ejecución en los primeros años del siglo XVI.

## Descripción
La parte frontal del panel representa el retrato de medio cuerpo de un joven con características físicas nórdicas. Probablemente fue un acercamiento al arte alemán para el artista, que tuvo que alejarse del veneciano, una especie de prueba de conexión entre los diferentes estilos, de hecho se encuentran elementos italianos y nórdicos, teniendo cercanía con las obras de Alberto Durero. De hecho, hubo un importante período de unión entre los dos artistas, y en el Retrato de Oswolt Krel se pueden encontrar importantes características cercanas, incluso en la disposición del retratado. La representación de la tez más bien dura y rígida retoma la del conocido Retrato de Luca Pacioli, mientras que la mano colocada en primer plano y la línea de los labios recuerdan al San Osvaldo, probablemente propiedad de húngaros y que parece haber sido firmado con su símbolo personal del caduceo y fechado en 1500. 
El tema del reverso de la tabla, retocado varias veces, presenta dos personajes desnudos, en actitud íntima, y en las sombras que completan la escena en primer plano se reproduce de manera ilusionista un vaso de cristal de la misma manera que en su naturaleza muerta Perdiz y guanteletes. El desarrollo arquitectónico de la sala se presenta en profundidad, obtenida gracias a la pared izquierda con dos aberturas que dan luz, mientras que la derecha delimita la sala de estilo renacentista y luego propone su continuación con la imagen al fondo de una puerta abierta a un edificio, ofreciendo una propuesta vista en obras italianas de Antonello da Messina. Por el contrario, tanto la figura masculina como la femenina muestran afinidad con las obras de Jan van Eyck que el artista de Murano había estudiado durante sus estancias en Alemania. Aunque reconocido por sus retratos y obras religiosas, el maestro del primitivo flamenco también creó algunos, inusuales en su época, desnudos profanos perdidos, pero que en la época fueron muy apreciados tanto por artistas nórdicos como italianos. El vaso de agua con una planta en el suelo en primer plano es un tema típicamente flamenco, un recurso ilusionista que conecta la escena con el mundo real del espectador.